# سيد ألموت
حاكم ألموت أو سيد ألموت هو لقب يطلق على زعيم طائفة النزارية، وكان أول من حمل هذا اللقب هو حسن الصباح. ويطلق هذا اللقب عادةً على حكام الدولة الإسماعيلية النزارية نظرًا لكونهم يقيمون في قلعة ألموت الواقعة في مدينة قزوين شمال إيران. استخدم اللقب لأول مرة عام 1090.

## أنظر أيضًا
- شيخ الجبل
- حسن الصباح
- الدولة الإسماعيلية النزارية